# Стефания Вилчинска
Стефа̀ния (Стефа) Вилчѝнска (на полски: Stefania Wilczyńska) е полска възпирателка и педагожка, сътрудничка на доктор Януш Корчак.

## Биография
Стефания Вилчинска е родена на 26 май 1886 година във Варшава, в полонизирано еврейско семейство. Завършва природни науки в Лиежкия университет.
През 1909 година се завръща в родния си град и започва работа в сиропиталището за еврейски деца на улица „Франчисканска“. Там се запознава с д-р Януш Корчак. С финансовата подкрепа на дружеството „Помощ за сираци“, през 1912 година двамата организират нов дом за еврейски деца сираци на улица „Крохмална“. В периода на Първата световна война (1914 – 1918) Стефания самостоятелно ръководи сиропиталището поради мобилизирането на д-р Корчак.
През 1937 година Стефания напуска сиропиталището и започва работа като консултант по възпитателните въпроси в централата на Дружеството за опека над сираци и изоставени деца. Впоследствие заминава за Палестина. В 1939 година се завръща във Варшава и отново започва работа в сиропиталището на д-р Корчак.
След началото на Втората световна война (1939) и последвалата германска окупация, сиропиталището е преместено във Варшавското гето. През 1942 година германците започват да извозват жителите на гетото в лагера на смъртта „Треблинка“. Стефания Вилчинска, д-р Корчак и други служители отказват предложението да преминат на „арийската страна на града“ и заедно с децата от сиропиталището са изпратени в лагера, където намират смъртта си.